# Stazione di Manazuru
La stazione di Manazuru (真鶴駅?, Manazuru-eki) è una stazione ferroviaria situata nella cittadina di Manazuru nella prefettura di Kanagawa. Dista 95,8 km ferroviari dalla stazione di Tokyo.

## Linee
- JR East
  - ■ Linea principale Tōkaidō

## Struttura
La stazione è dotata di una banchina a isola servente 2 binari collegata alla stazione da un sovrappassaggio.
| 1 | ■ Linea principale Tōkaidō |  | per Atami, Numazu, Itō e Shizuoka               |
| 2 | ■ Linea principale Tōkaidō |  | per Odawara, Hiratsuka, Ōfuna, Yokohama e Tokyo |

## Stazioni adiacenti
| «                        | Servizio                 | »                        |
| Linea principale Tōkaidō | Linea principale Tōkaidō | Linea principale Tōkaidō |
| ------------------------ | ------------------------ | ------------------------ |
| Nebukawa                 | Tutti                    | Yugawara                 |